# Alby Nya Kloratfabrik
Alby Nya Kloratfabriks AB är ett före detta industriföretag, sprunget ur Stockholms Superfosfat Fabriks AB. Verksamheten var förlagd till Alby i Medelpad och Avesta (Månsbo) i Dalarna.

## Avesta

### Månsbo kloratfabrik (1893-1981)

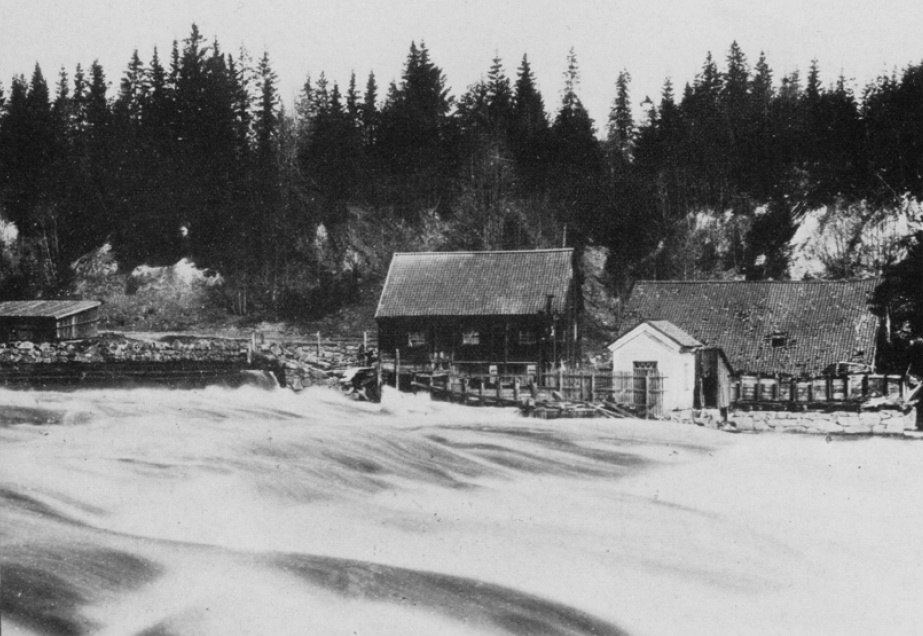
Månsbo smedja i slutet av 1800-talet.

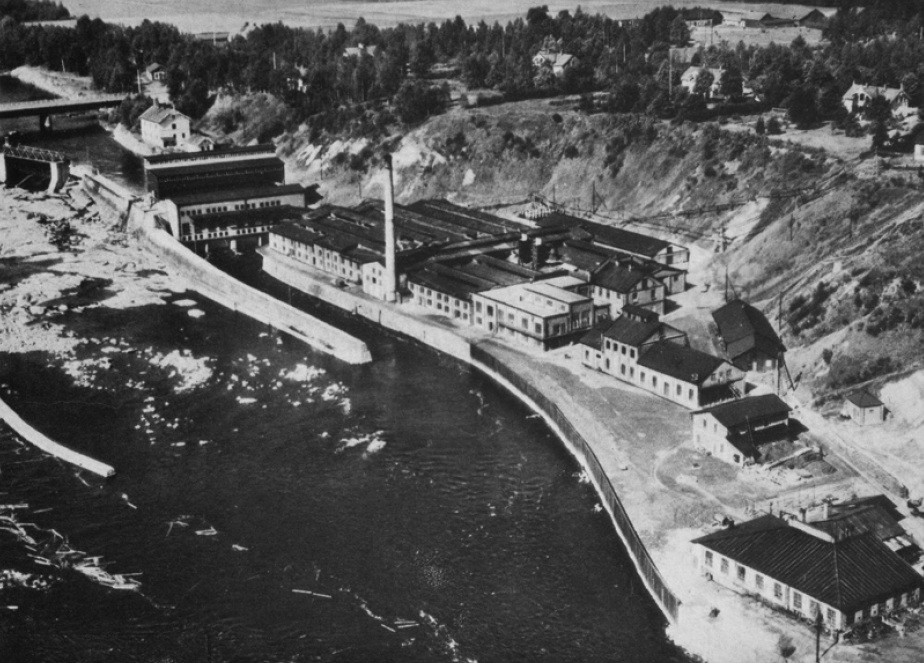
Månsbo kloratfabrik på 1930-talet. Längst uppe till vänster syns kraftstationen.

Månsbo omnämns första gången år 1616. 1685 fanns här en kvarn.
En smedja tillhörande Bjurfors bruk anlades på platsen år 1855. Denna verksamhet kom senare att utvidgas för att omfatta två härdar, två vällugnar och tre stångjärnshammare. År 1878 såldes Bjurfors bruk med tillhörande egendomar till Svanå bruks AB. Det nya bolaget hade inget intresse att upprätthålla smidet Månsbo, varför det nedlades och anläggningarna fick förfalla. Den kvarn som även fanns där hölls däremot i gång så länge bolaget ägde Månsbo.
Svanå bruk sålde Månsbo år 1893 till Stockholms Superfosfat Fabriks AB för en köpesumma av 130 000 kronor. Därmed skulle en ny epok i områdets historia snart komma att inledas. Stockholms Superfosfat Fabrik hade nämligen under 1892 startat en försöksproduktion av kaliumklorat (en viktig beståndsdel i säkerhetständstickan) vid den egna fabriken vid Gäddviken utanför Stockholm, och köpte nu Månsbo för att där uppföra en helt ny sådan anläggning. Under 1893 påbörjades byggandet av en kloratfabrik och en kraftstation. Kraftstationen kom att bli landets största med 17 turbiner och kloratfabriken, som togs i drift den 21 maj 1894, var den andra i världen som tillverkade klorat på elektrolytisk väg. Den första fabriken låg i Vallorbe i Schweiz och byggdes 1891. I samband med kraftstationsbygget revs Månsbo kvarn.
Fabriken kom under 1890-talet att byggas ut och förbättras, bl.a. efter en brand. En fabrik för tillverkning av kalciumkarbid tillkom 1899. Skador uppkom redan tidigt på växtligheten runt fabriken. Vid laboratoriet kom flera förbättringar av produkterna att utvecklas, exempelvis det perklorat-baserade sprängämnet Carlsonit. Efter första världskrigets slut drabbades Stockholms Superfosfat Fabrik av svåra motgångar ekonomiska motgångar. I Månsbo stoppades fabriken i mars 1921. Efter diverse turer såldes fabriken 1925 till Svenska Tändsticks AB genom dess dotterbolag Alby Nya Kloratfabriksaktiebolag för en summa av 3,9 Mkr. En ny kraftstation byggdes 1929-1931, parallellt skedde en utbyggnad av fabriken. En fosforfabrik tillkom 1955. Industriområdet hade förbindelse med Norra stambanan (numera under namnet Godsstråket genom Bergslagen) via Jularbo-Månsbo Järnväg (JMJ).
Under 1970-talet var de gamla lokalerna nedslitna och omoderna, därför upphörde kloratproduktionen vid Månsbo 1974. Under 1975 revs byggnaderna. Fosforfabriken höll ut något längre, den stängde 1981.

### Aluminiumfabriken vid Månsbo (1934-1991)

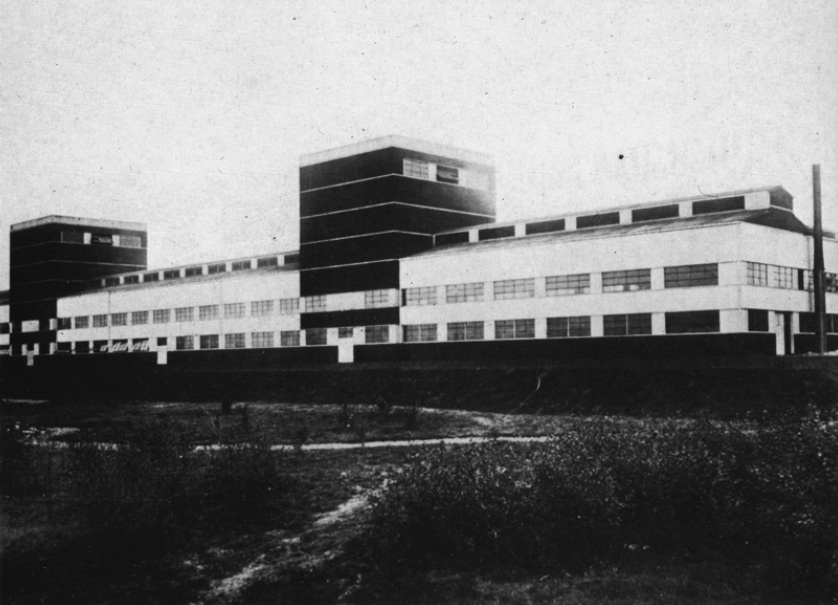
Den nybyggda aluminiumfabriken 1934, ritad av den norske arkitekten W. Reinhardt.

1929 igångsatte ägaren till Månsbo kloratfabrik, Alby Nya Kloratfabriks AB, en utbyggnaden av kraftstationen vid Månsbo. När Kreugerkraschen kom 1932 blev dock tvungna att ändra på sina planer, och finna avsättning för den lediga vattenkraften som blev överflödig. Ett avtal slöts 1933 med Norsk Aluminium Company A/S (NACO), som ville starta aluminiumtillverkning i Sverige med norsk råvara (aluminiumoxid). Ett nytt bolag bildades samtidigt, AB Svenska Aluminiumkompaniet (SAKO), för driften av fabriken som stod färdig under 1934. Aluminiumfabriken kom att bli den första i Sverige, och var mycket modern. Redan i mitten av 1940-talet hade dock fabriken kommit på efterkälken, det svårt att konkurrera med produktionen utomlands då det svenska produktionspriset låg kring 3,15 kr per kilo, medan importen låg på 1,50. Det var dock viktigt från statens sida att ha en inhemsk alluminumproduktion, och 1949 blev Svenska Metallverken majoritetsägare i AB Svenska Aluminiumkompaniet. Aluminiumfabriken i Månsbo fortsatte dock trots förbättringar att vara konkurrensmässigt svag, och var i slutet av 1950-talet en av världens minsta aluminiumfabriker med dålig lönsamhet. Efter att Svenska Metallverken 1961 blivit ensam ägare till Svenska Aluminiumkompaniet beslutades det att bygga om Månsboverket till ett omsmältverk för aluminium. Detta skedde 1963. Ombyggnaden blev en lyckad satsning, och 1969, det år Svenska Metallverken uppköptes av Gränges, arbetade ca 100 personer vid fabriken. Utbyggnader av fabriken fortsatte fram till slutet av 1970-talet. Under 1980-talet bytte fabriken ägare ett antal gånger för att till sist heta AB Gotthard Nilsson. Fabriken lades ned 1991, årsproduktionen var då drygt 16.000 ton. Utrustningen flyttades till AB Gotthard Nilssons andra produktionsanläggning i Älmhult som numer ägs av Stena AB och producerar runt 90.000 ton sekundär aluminium per år.

## Månsbo idag
Av den industri i Månsbo som byggdes upp vid Storforsen finns idag ingenting kvar. Kraftstationen från 1931 var den sista byggnaden. Den revs 2005, och i dess ställe byggdes ett nytt kraftverk (Avestaforsens kraftverk) vilket invigdes 2008. Området närmast Dalälven är helt avrivet. Strax ovanför ligger dock aluminiumfabriken kvar i relativt intakt skick. Den hyser idag diverse firmor. Även fosforfabriken, som ligger ännu längre bort från älven, finns kvar. Utöver det finns ett stort antal arbetarbostäder och tjänstemannabostäder bevarade. Även tjänstemannamässen, disponentvillan och järnvägsstationen finns kvar. Stora delar av området är starkt förorenat av avfall från de båda industriverksamheterna.

### Galleri

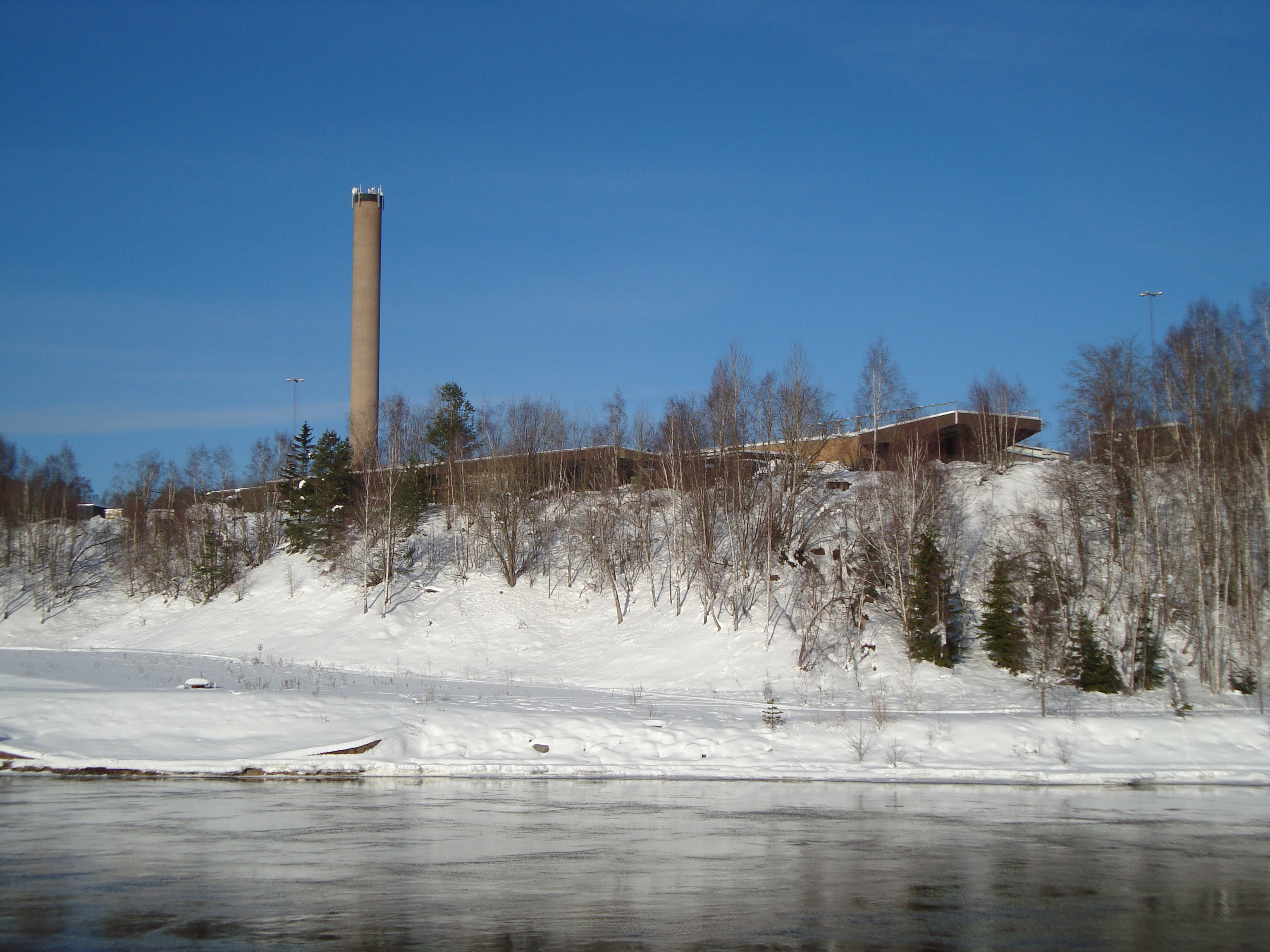
Den gamla aluminiumfabriken, sedd från Koppardalen på andra sidan älven.
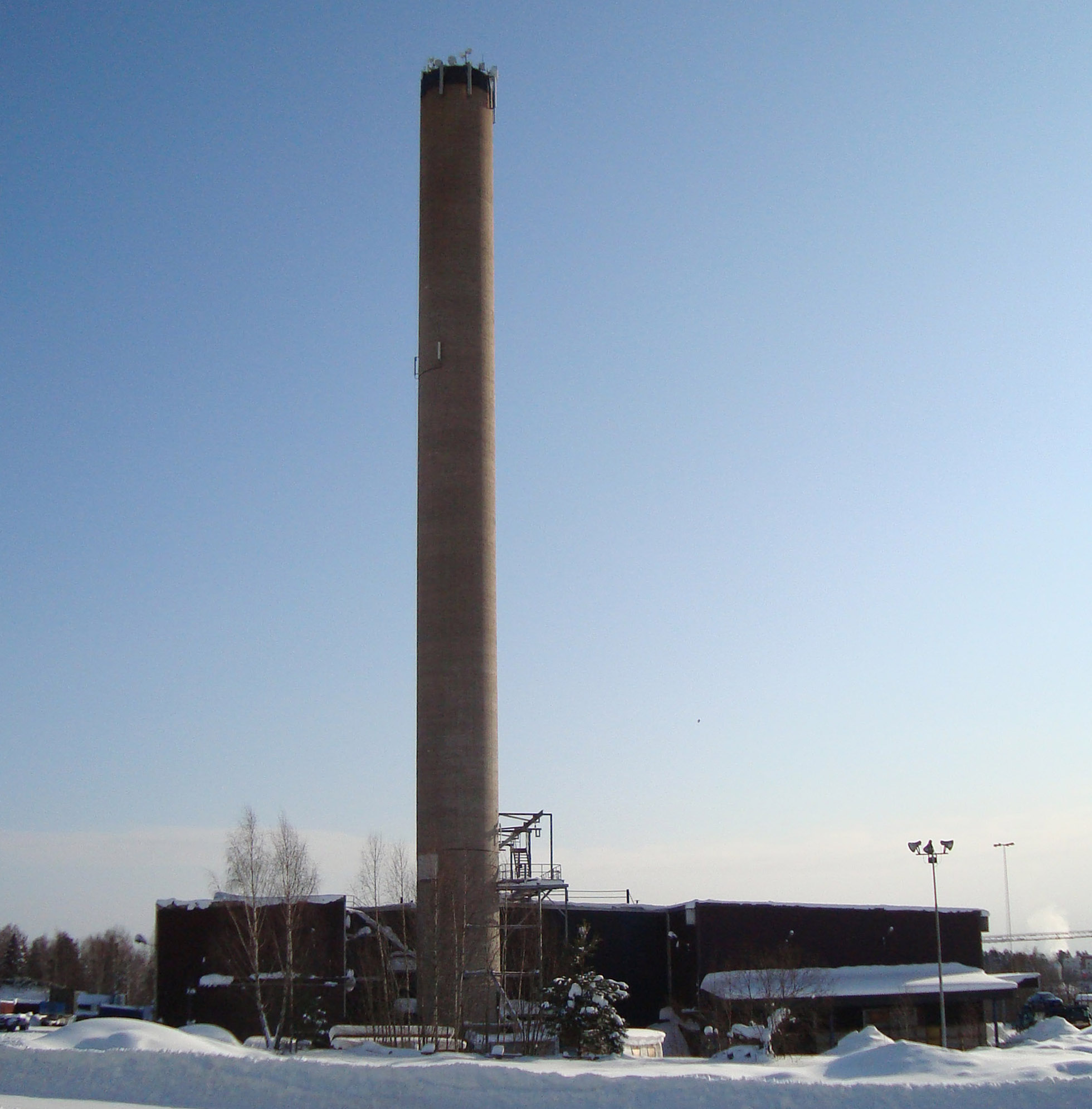
Aluminiumfabriken från dess infart.
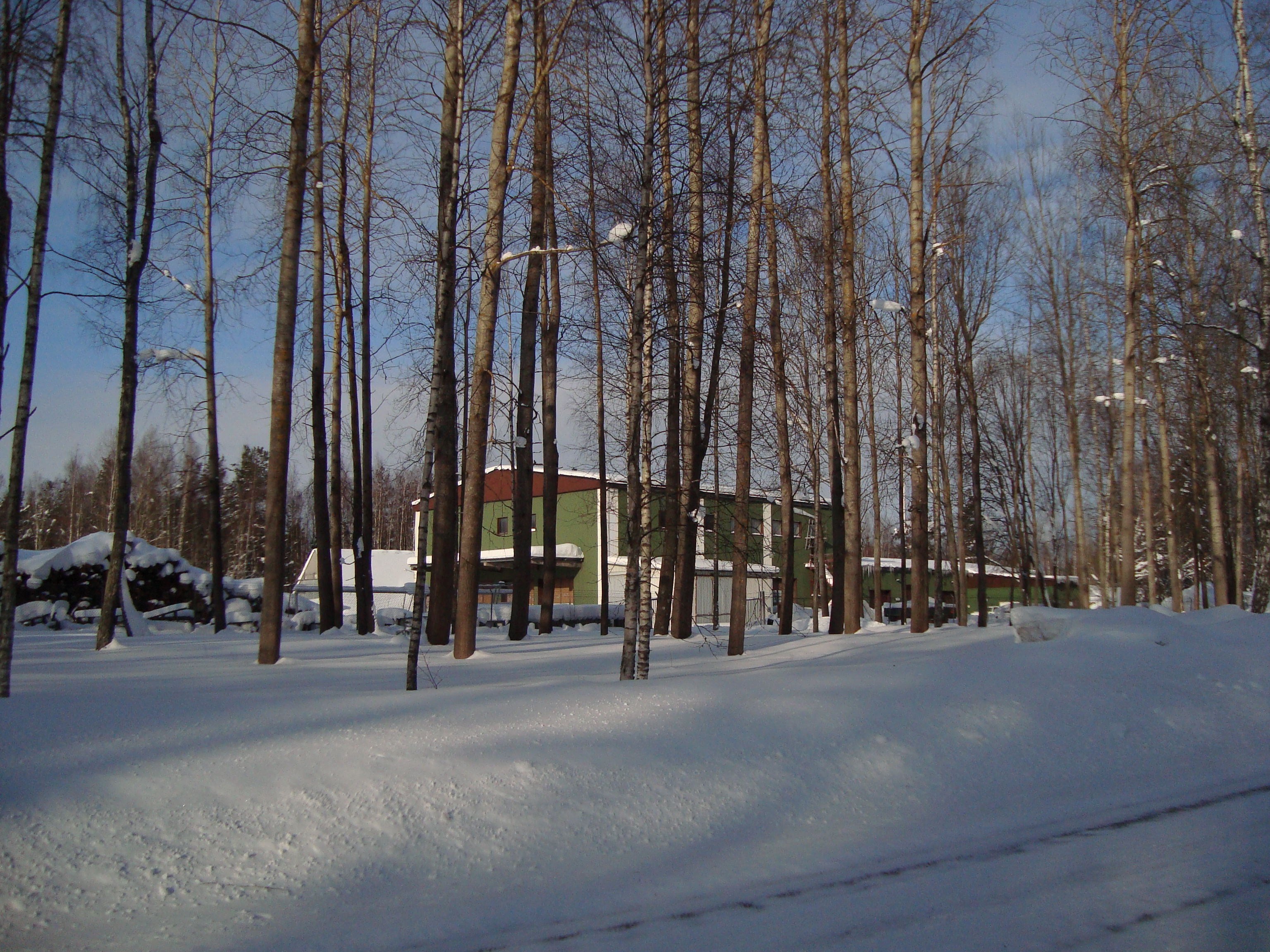
Gamla fosfatfabriksområdet sett från Högboleden.
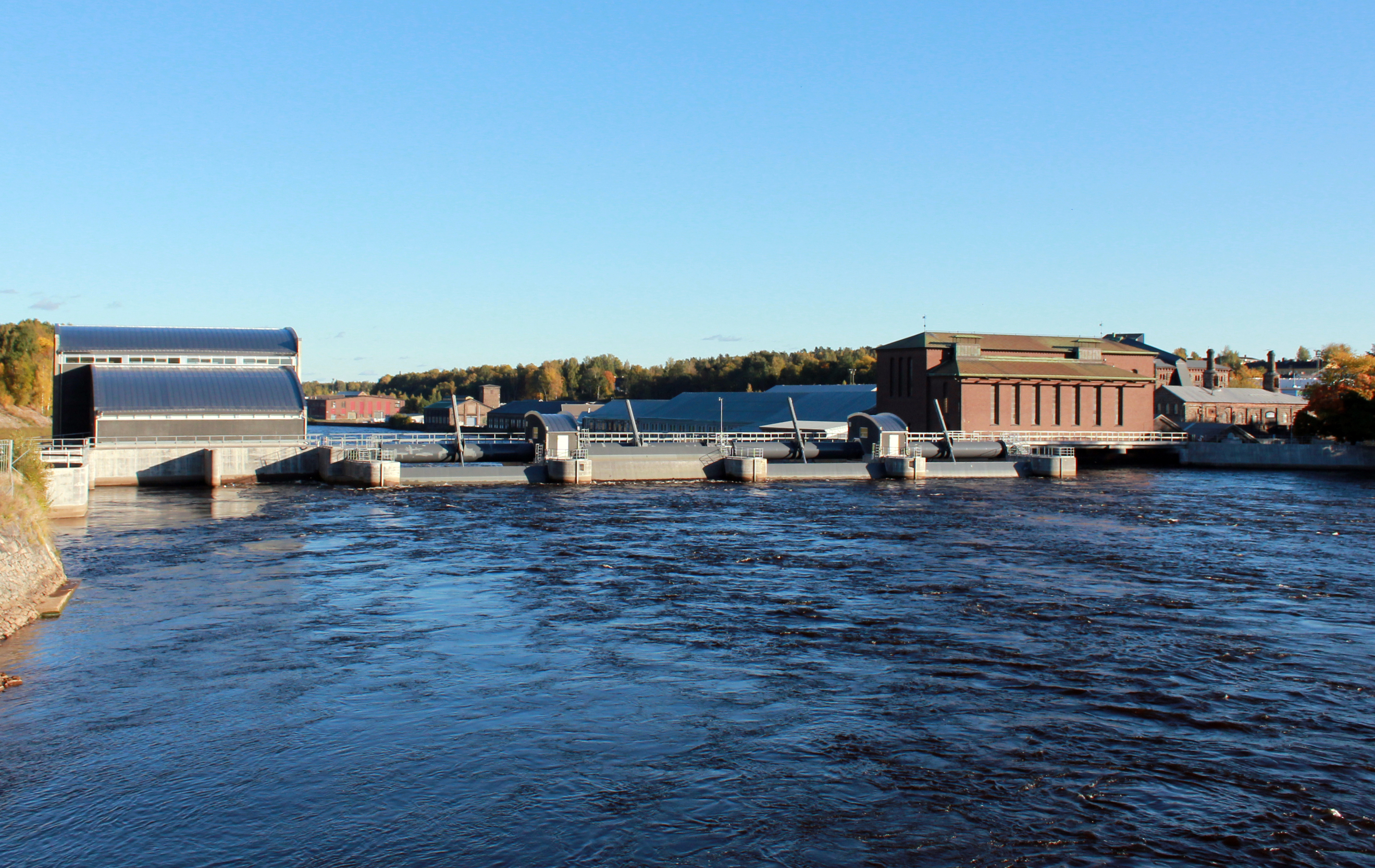
Avestaforsens kraftverk (vänster) och Avesta Storfors kraftverk (höger)
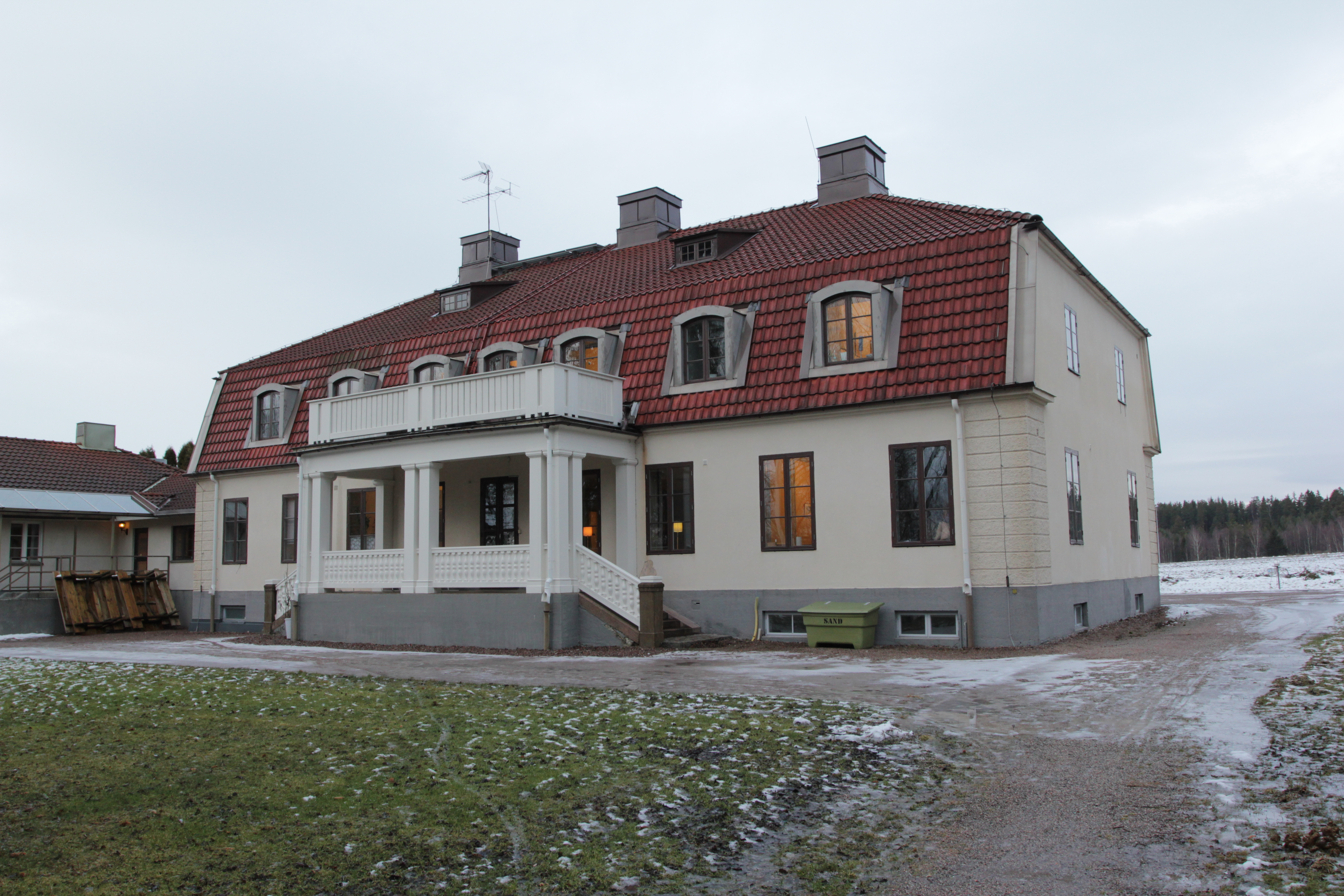
Alby Nya Kloratfabriks huvudkontor, numera Västmanland-Dalarna miljö- och byggförvaltning.

### Rapporter
- Länsstyrelsen Dalarna, Miljövårdsenheten (2000). ALUMINIUMFABRIKEN I MÅNSBO - industrihistorisk kartläggning med avseende på förorenad mark. ISSN 1403-3127. Arkiverad från originalet den 28 september 2006. https://web.archive.org/web/20060928222843/http://www.w.lst.se/upload/5808/aluminium.pdf. Läst 22 februari 2010. Arkiverad 28 september 2006 hämtat från the Wayback Machine.